# Mycedium steeni
Mycedium steeni är en korallart som beskrevs av Veron 2002. Mycedium steeni ingår i släktet Mycedium och familjen Pectiniidae. IUCN kategoriserar arten globalt som sårbar. Inga underarter finns listade i Catalogue of Life.